# Championnat de Belgique masculin de handball 1967-1968
Navigation
Division 1 1966-1967 Division 1 1968-1969
La saison 1967-1968 du Championnat de Belgique de handball fut la 10e édition de la plus haute division belge de handball. 

## Participants
| - ROC Flémalle - Unif - KV Sasja HC - Sparta Aalst - TSV Eupen - CH Schaerbeek Brussels |  | - Progrès HC Seraing - Sunday’s - Avia Woluwe - EV Aalst - JS Herstal - KAV Dendermonde |

### Classement
|    | Équipe                  | Pts | J  | G  | N | P  | Bp  | Bc  | Diff |
| -- | ----------------------- | --- | -- | -- | - | -- | --- | --- | ---- |
| 1  | KV Sasja HC Hoboken (T) | 37  | 21 | 17 | 3 | 1  | 327 | 188 | 139  |
| 2  | ROC Flémalle            | 35  | 21 | 16 | 3 | 2  | 331 | 212 | 119  |
| 3  | Progrès HC Seraing      | 33  | 22 | 17 | 1 | 4  | 359 | 262 | 97   |
| 4  | Université de Liège     | 27  | 22 | 12 | 3 | 7  | 294 | 296 | -2   |
| 5  | Sparta Aalst            | 25  | 22 | 13 | 1 | 8  | 283 | 264 | 19   |
| 6  | EV Aalst                | 22  | 22 | 10 | 2 | 10 | 240 | 272 | -32  |
| 7  | JS Herstal              | 20  | 22 | 10 | 0 | 12 | 249 | 286 | -37  |
| 8  | KAV Dendermonde         | 18  | 20 | 10 | 0 | 12 | 235 | 303 | -68  |
| 9  | TSV Eupen               | 16  | 21 | 8  | 0 | 11 | 236 | 289 | -53  |
| 10 | Avia Woluwe             | 11  | 22 | 4  | 3 | 15 | 269 | 321 | -52  |
| 11 | CH Schaerbeek Brussels  | 9   | 21 | 4  | 1 | 16 | 231 | 291 | -60  |
| 12 | Sunday’s                | 3   | 21 | 0  | 3 | 16 | 221 | 244 | -23  |

|                 | Champion                 |
|                 | Relégation en division 2 |
| (T)             | Tenant du titre          |
| en augmentation | Promu de 1967            |

## Classement final
| Rang  | Équipe                 |
| ----- | ---------------------- |
| 1er   | KV Sasja HC Hoboken    |
| 2e    | ROC Flémalle (T)       |
| 3e    | Progrès HC Seraing     |
| 4e    | Université de Liège    |
| 5e    | Sparta Aalst           |
| 6e    | EV Aalst               |
| 7e/8e | JS Herstal             |
| 8e/7e | KAV Dendermonde        |
| 9e/8e | TSV Eupen              |
| 10e   | Avia Woluwe            |
| 11e   | CH Schaerbeek Brussels |
| 12e   | Sunday’s               |

|                 | Champion de Belgique                   |
|                 | Relégués en division 2                 |
| (T)             | Tenant du titre                        |
| en augmentation | Promu de début de saison en Division 1 |